# Eugenia pulcherrima
Eugenia pulcherrima är en myrtenväxtart som beskrevs av Hjalmar Frederik Christian Kiaerskov. Eugenia pulcherrima ingår i släktet Eugenia och familjen myrtenväxter. Inga underarter finns listade i Catalogue of Life.